# راباپاتونا
راباپاتونا (به مجاری:  Rábapatona) یک منطقهٔ مسکونی در مجارستان است که در ناحیه دیور واقع شده‌است. راباپاتونا ۳۹٫۷۵ کیلومتر مربع مساحت و ۲٬۴۵۳ نفر جمعیت دارد.